# الوقت والتاريخ في البحرين
في البحرين، يتم استخدام كُلًا من التقويم الميلادي والإسلامي في المعاملات الحكومية. تتم كتابة التواريخ القصيرة بـ "يوم/شهر/سنة" عند الكتابة باللغتين العربية والإنجليزية:
- للتقويم الميلادي : ١٦/١٢/٢٠١٣ميلادي أو 16/12/2013.

- للتقويم الهجري : ١٠/١/١٤٣٤هجري

- التواريخ الطويلة تبدأ باليوم، يليها الشهر، وتنتهي بالسنة:

- للتقويم الميلادي : ١٦/ديسمبر/٢٠١٣ميلادي أو 16/ديسمبر/2013.

- للتقويم الهجري : ١٠/محرم/١٤٣٤هجري

## الوقت
يتم الإشارة إلى الوقت الرسمي بنظام الساعة 12 ساعة؛ ومع ذلك، يتم أيضًا استخدام نظام الساعة 24 ساعة. تقع البحرين في المنطقة الزمنية الآسيوية AST – ت ع م+03:00 من ضمن التوقيت العربي القياسي.